# Ankylopteryx (Ankylopteryx) pallidula
Ankylopteryx (Ankylopteryx) pallidula is een insect uit de familie van de gaasvliegen (Chrysopidae), die tot de orde netvleugeligen (Neuroptera) behoort. 
Ankylopteryx (Ankylopteryx) pallidula is voor het eerst wetenschappelijk beschreven door Tjeder in 1966.